# Eurydinotomorpha pax
Eurydinotomorpha pax är en stekelart som beskrevs av Girault 1913. Eurydinotomorpha pax ingår i släktet Eurydinotomorpha och familjen puppglanssteklar. Inga underarter finns listade i Catalogue of Life.